# Notfallstation für Unfälle bzw. Anschläge mit radioaktiven Stoffen

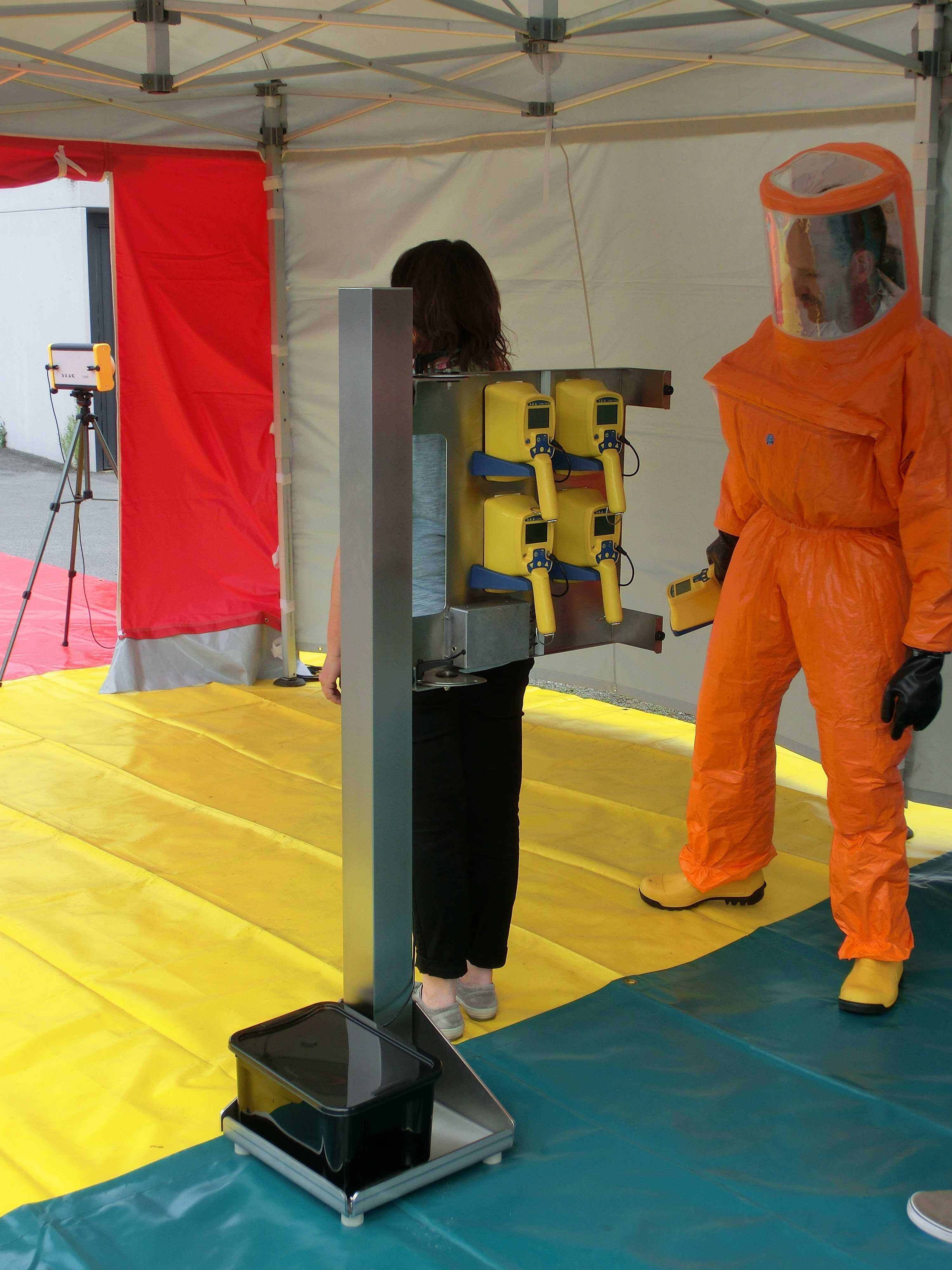
Eine Person wird von einer CBRN-Fachkraft auf radioaktive Kontamination überprüft.

Nach der Reaktorkatastrophe von Fukushima wurden die Auswirkungen dieses Ereignisses analysiert und neue Richtlinien für den Katastrophenschutz erarbeitet. So wurden z. B. die Richtlinien für den Betrieb von Notfallstationen überarbeitet. Der Begriff Notfallstation wird auf Basis der Beschreibungen der Strahlenschutzkommission definiert und ist somit vom klassischen Dekontaminationsplatz laut FwDV 500 abzugrenzen. Die Strahlenschutzkommission (SSK) ist ein Beratungsgremium des Bundesministeriums für Umwelt, Naturschutz, Bau und Reaktorsicherheit (BMUB) und berät dieses in Angelegenheiten des Schutzes vor Gefahren ionisierender und nichtionisierender Strahlen.

## Stationen
- Medizinische Versorgung von Betroffenen,
- Aufnahme und Betreuung von Personen, die sich nach einer Freisetzung im gefährdeten Gebiet aufgehalten haben,
- Durchführung der Kontaminationskontrolle,
- Durchführung der Dekontaminationsmaßnahmen (Waschen, Duschen),
- Abschätzung der Strahlendosis (Direktstrahlung und Inkorporation),
- Ärztliche Beurteilung und Betreuung,
- Weiterleitung behandlungsbedürftiger Personen zur ambulanten oder stationären Betreuung und
- Aufnahme, Versorgung und Unterbringung von hilfsbedürftigen und mittellosen Personen oder von Betroffenen, die keine Möglichkeit haben, bei Verwandten oder Bekannten aufgenommen zu werden (ggf. Zuweisung von Unterkünften).

### Erläuterung der Tätigkeiten
Notfallstationen werden nach einem Reaktorunfall – verbunden mit der Freisetzung von radioaktiven Stoffen – im Umkreis um das Kernkraftwerk zum Schutz und zur Versorgung der betroffenen Bevölkerung eingerichtet. Es ist vorgesehen, die Bevölkerung aufzufordern, sich freiwillig zu den eingerichteten Notfallstationen zu begeben und sich radiologisch kontrollieren zu lassen. Ein Zwang ist nicht vorgesehen.
Eine Notfallstation mit vergleichbarem Ablauf wird nach einem terroristischen Anschlag mit strahlendem Material erforderlich sein. Der Durchlauf durch eine Notfallstation erfolgt abhängig vom gemessenen Kontaminationslevel und der daraus resultierenden Dekontamination in mehreren Schritten. Es muss dabei berücksichtigt werden, dass im Katastrophenschutz mit höheren Kontaminationswerten zu rechnen ist. Die Messgeräte müssen auf Messwerte von 0,4 bis 40 kBq/cm² ausgelegt sein. Die Einrichtung und der Betrieb von Notfallstationen obliegt den Ländern und ist anlagenbezogen in Katastrophenschutzplänen detailliert festgelegt.

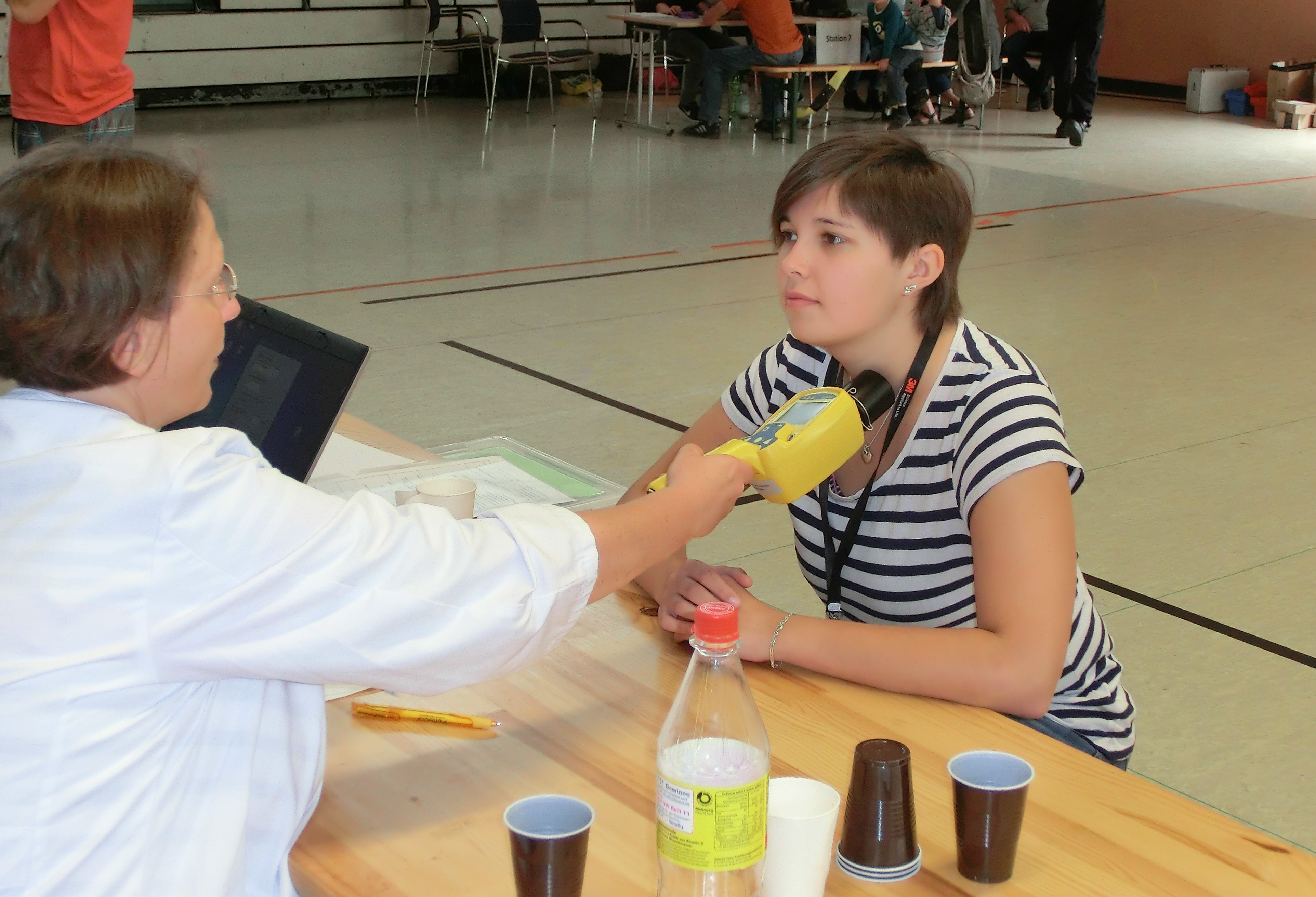
Überprüfung der Schilddrüsenbelastung

Im Eingangsbereich der Notfallstation sollen die Personen selektiert werden, die sehr hoch kontaminiert (> 40 kBq/cm²) sind, um Querkontaminationen von anderen geringer kontaminierten Personen möglichst zu vermeiden. Personen die oberhalb des definierten Grenzbereichs kontaminiert sind, gehen direkt zur Personendekontamination.
Unabhängig von den hochkontaminierten Personen werden alle die Notfallstation durchlaufenden Personen auf Kontaminationen überprüft. Kontaminationsnachweisgeräte gehört zur Basisausrüstung der CBRN bzw. ABC-Züge der Feuerwehren und der DekonP-Einheiten im Bevölkerungsschutz.
Eine Dekontamination erfolgt z. B. durch Kleidungswechsel oder durch abduschen. Eine Inkorporation ist bei diesen Maßnahmen auszuschließen.
In der letzten Station der Notfallstation – nach Dekontamination und Kontrolle auf Restkontamination – wird durch die medizinischen Fachkräfte über eine Dosisleistungsmessung die Schilddrüsen-Folgedosis bestimmt. Diese Dosis wird mit den definierten Grenzwerten verglichen, die als Grundlage für mögliche weitere medizinische Maßnahmen dienen. Dabei ist es speziell bei Kleinkindern sehr wichtig, dass vorher der am Messort vorliegende Nulleffekt gemessen und subtrahiert wird. Bei Kleinkindern sind hohe Schilddrüsendosen möglich, auch wenn mithilfe eines einfachen Dosisleistungsmessgerätes keine erhöhte Aktivität nachweisbar ist. Sollten Personen, bei denen eine Iodblockade der Schilddrüse angezeigt ist, diese noch nicht erhalten haben, kann die Ausgabe der Iodtabletten auch über die Notfallstation erfolgen. Da es beabsichtigt ist, die Notfallstationen außerhalb des betroffenen Gebietes zu errichten, ist die Indikation zur nachträglichen Iodblockade Patienten- und Lagebezogen zu prüfen. Die Schilddrüsenkontrolle wird primär bei einem Unfall in einem Kernkraftwerk erforderlich sein.
Generell sollte eine Iodblockade direkt nach Aufforderung der zuständigen Behörden im Vorfeld, noch vor dem Aufsuchen einer Notfallstation, erfolgen. Die Aufforderung zur Iodblockade erfolgt, wenn nach einem Kernkraftwerksunfall mit einer erheblichen Freisetzung von radioaktivem Iod (z. B. I-131) zu rechnen ist. Die Eingreifrichtwerte sind eine zu erwartende Schilddrüsendosis von 50 mSv für Kinder und Jugendliche unter 18 Jahren und 250 mSv für Personen von 18 bis 45 Jahren.
Neben der radiologischen Kontrolle ist es vorgesehen die Notfallstation ebenfalls als Informationszentrum für die betroffene Bevölkerung zu nutzen.
Quelle Hessisches Ministerium des Innern und für Sport: